# 沃爾富里萊鄉
46°19′00″N 22°31′00″E / 46.3167°N 22.5167°E
沃爾富里萊鄉（羅馬尼亞語：Comuna Vârfurile, Arad），是羅馬尼亞的鄉份，位於該國西部，由阿拉德縣負責管轄，面積136平方公里，海拔高度231米，2011年人口2,715，人口密度每平方公里24人。